# 契托爾縣

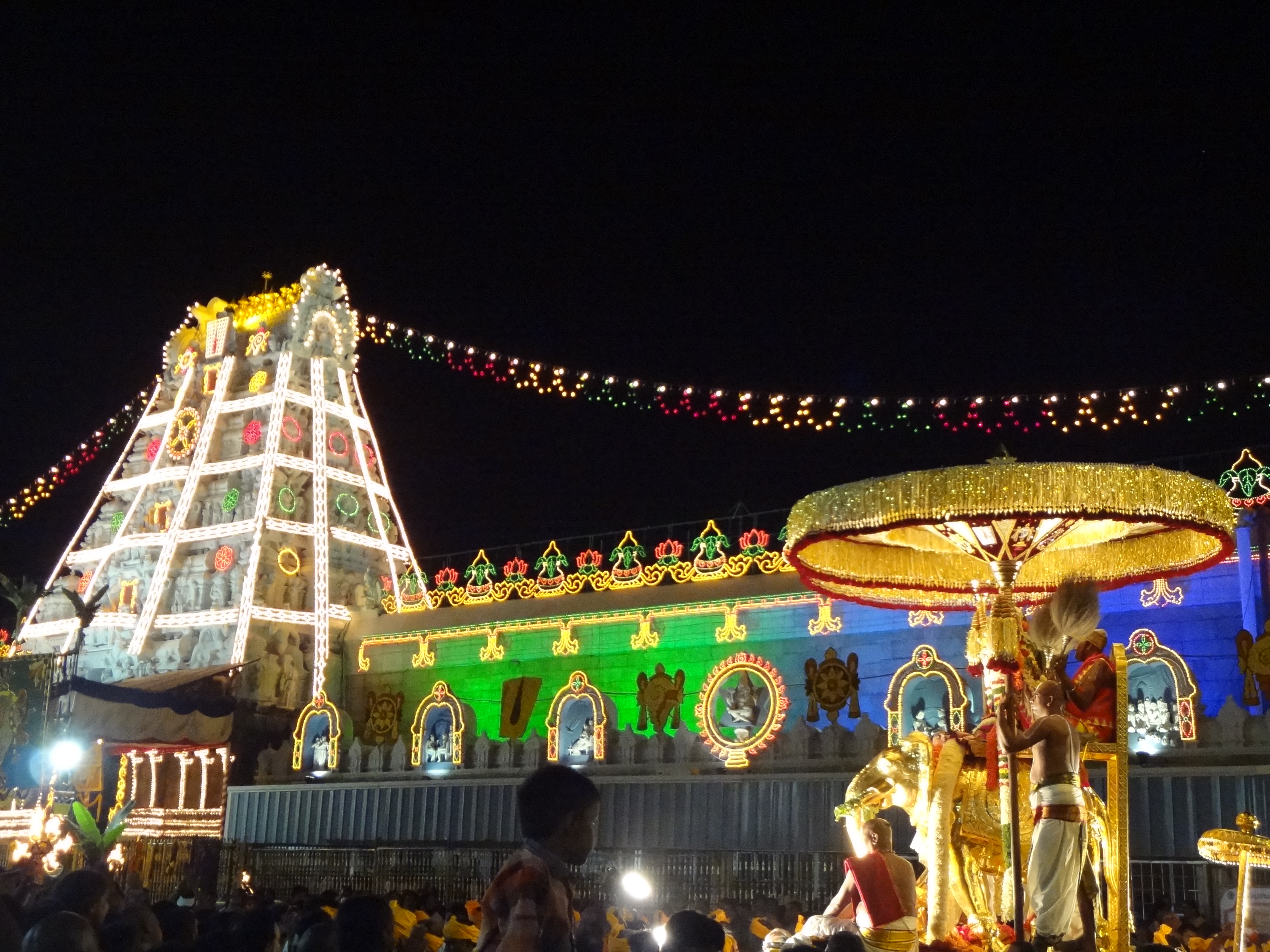

契托爾縣（英語：Chittoor district）是印度的一個縣，位於該國東南部，由安得拉邦負責管轄，面積15,359平方公里，每年平均降雨量918毫米，2011年人口4,170,468，人口密度每平方公里272人。